# Philippe Van Vynckt
Philippe Van Vynckt (Gent) is een Belgisch voormalig acrogymnast. 

## Levensloop
Van Vynckt studeerde slavistiek aan de Universiteit Gent. Samen met Kenny Dewulf behaalde hij onder meer zilver op het wereldkampioenschap in het Duitse Riesa in 2002. Ook werd het duo driemaal Belgisch kampioen (2000, 2001 en 2003).